# Osmylops pallidus
Osmylops pallidus là một loài côn trùng trong họ Nymphidae thuộc bộ Neuroptera. Loài này được Tillyard in Withycombe miêu tả năm 1926.